# Biennal d'Art Leandre Cristòfol
La Biennal d'Art Leandre Cristòfol és un esdeveniment artístic de caràcter bianual organitzat pel Centre d'Art la Panera de Lleida des de l'any 1997. La Biennal mostra una selecció d'obres de joves artistes que ofereixen un panorama heterogeni del que succeïx en l'àmbit de l'art contemporani a la vegada que configura una col·lecció destinada al Museu Morera feta des del present cap al futur, assumint el factor de risc que una orientació d'aquest ordre pot comportar i assumint les seves transformacions, avenços i vicissituds.